# Unterfladnitz
Unterfladnitz è una frazione di 1 575 abitanti del comune austriaco di Sankt Ruprecht an der Raab, nel distretto di Weiz, in Stiria. Già comune autonomo, il 1º gennaio 2015 è stato aggregato a Sankt Ruprecht an der Raab assieme all'altro comune soppresso di Etzersdorf-Rollsdorf.